# Теодор Гълъбов
Теодор (Тодор) Христов Гълъбов е български стенограф, разработил теорията и методиката на българската стенография. Под негово ръководство се създава стандартната българска клавиатура за пишещи машини. Началник на стенографите в Народното събрание. Преподавател в Софийския университет.  

## Биография
Роден е на 25 февруари 1870 в Истанбул. През 1885 г. завършва прогимназия в Калофер. След завършване на висше образование работи като стенограф. От 1899 до 1924 г. е началник на стенографското бюро и стенографското отделение при Народното събрание. Лектор е по стенография в Свободния университет. Председател е на изпитната комисия към Министерството на народното просвещение за учители по стенография. По негова идея се основава Българският стенографски институт, на който е директор. Председател е на Българско стенографско дружество „Габелсбергер“ и на Българско стенографско дружество „Бързопис“. От 1907 г. е почетен член на Испанската стенографска федерация, почетен член е и на Internacionaler Stenographenverband Gabelsberger. В периода от 13 март 1923 г. до 1927 г. е частен хоноруван доцент по стенография (словопис, речопис, история на стенографията и методика на стенографията) в историко-филологическия факултет на Софийския университет. Почива на 4 март 1935 г. в София.

## Сътрудничества
През 1893 и 1906 – 1907 г. е редактор и сътрудник на списание „Бързопис“. През 1903 г. е сред създателите на „Упътване за общ български стенографски правопис“, издаден от Министерство на народното просвещение. От 1924 до 1926 г. е сътрудник на „Стенографско списание“. През 1933 г. сътрудничи на „Бюлетин на Българския стенографски институт“. Автор е на книгата „Първа стенографна читанка“.